# Tours-sur-Marne
Tours-sur-Marne è un comune francese di 1 332 abitanti situato nel dipartimento della Marna nella regione del Grand Est.

## Società

### Evoluzione demografica
Abitanti censiti